# Taxistand

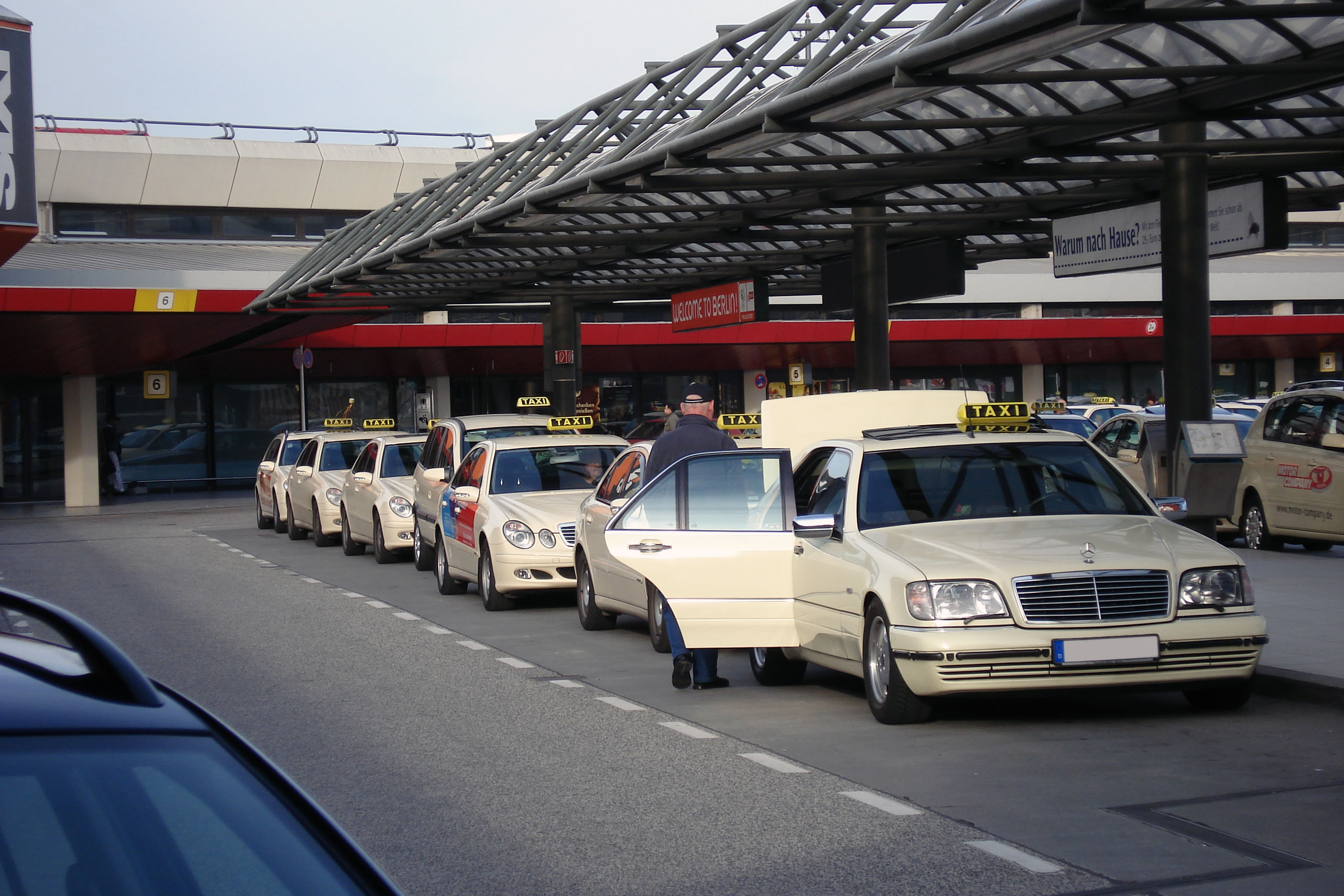
Taxistand am Berliner Flughafen Tegel

Ein Taxistand, oft auch Taxenstand, bei Taxifahrern auch Taxiposten oder Halteposten genannt, ist eine durch entsprechende Verkehrszeichen gekennzeichnete Wartefläche für Taxis, an der Fahrgäste einsteigen können. Taxistände befinden sich in der Regel an Verknüpfungspunkten und anderen zentralen Punkten, wie etwa Bahnhöfen, Flughäfen oder zentrumsnahen Orten, zum Beispiel an Fußgängerzonen. 
An Taxiständen mit hohem Fahrgastaufkommen sind in der Regel Nachrückstände eingerichtet. Dieser befindet sich in der Regel in Sichtweite des eigentlichen Taxistandes. In Ausnahmefällen, wie etwa am Berliner Flughafen Tegel, ist die Benutzung des Nachrückstandes sowie des zugehörigen Taxistandes kostenpflichtig.
Die ausgewiesenen Flächen dürfen von den anderen Verkehrsteilnehmern nicht zum Parken oder Halten genutzt werden und erhalten daher eine eigene Beschilderung. In Deutschland erfolgt die Kennzeichnung beispielsweise mit dem Verkehrszeichen Nr. 229 StVO Taxenstand (ein Vorschriftszeichen). 
Um längere Wartezeiten an Taxenständen zu vermeiden, befinden sich in manchen Fällen so genannte Taxirufsäulen am Taxenstand. Die Zahl und Bedeutung der Rufsäulen hat durch die Verbreitung von Mobiltelefonen, Taxi-Apps und der automatischen Vermittlung abgenommen.

Zeichen 229 Anfang rechts
Zeichen 229 Ende rechts
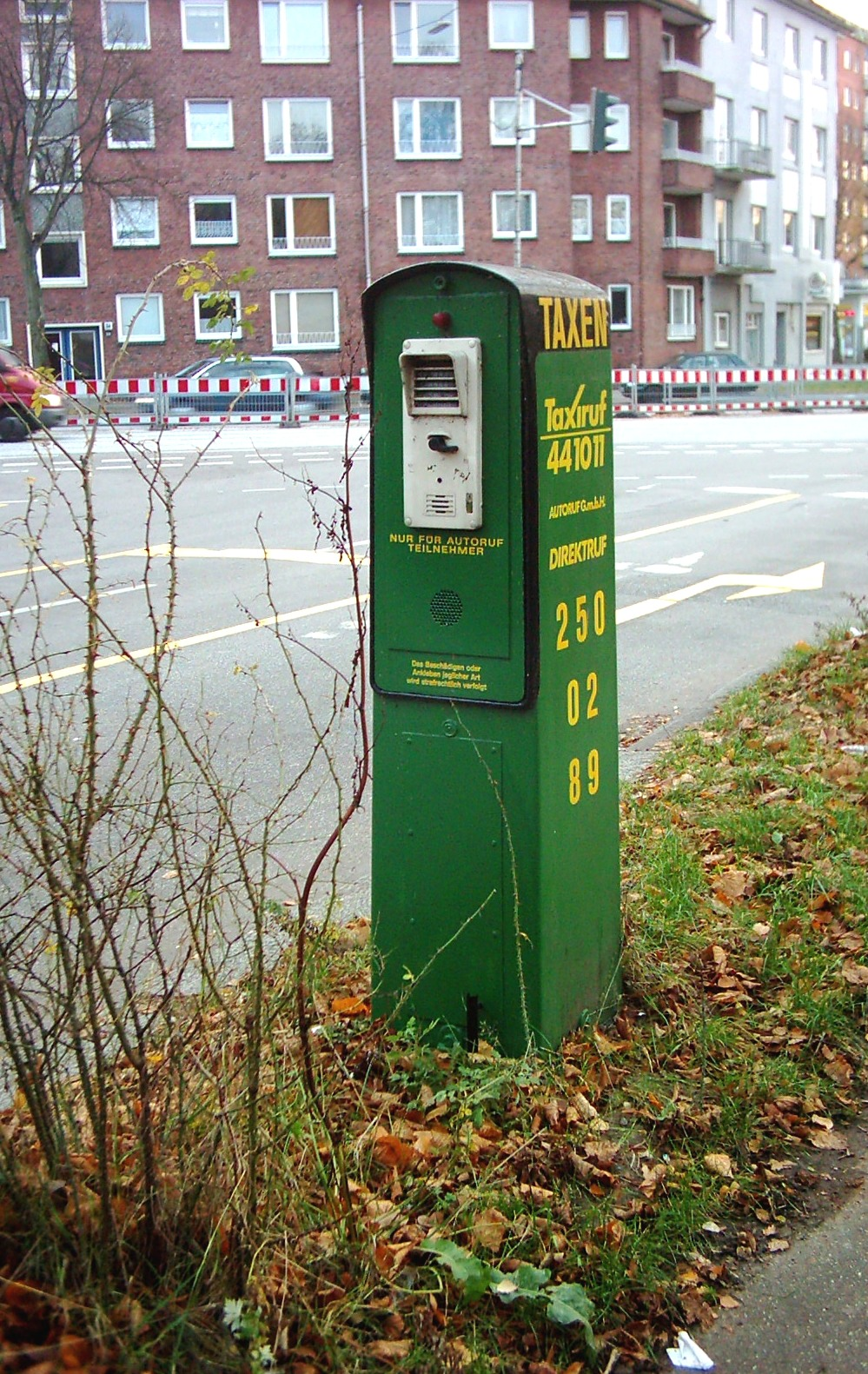
Taxirufsäule in Hamburg
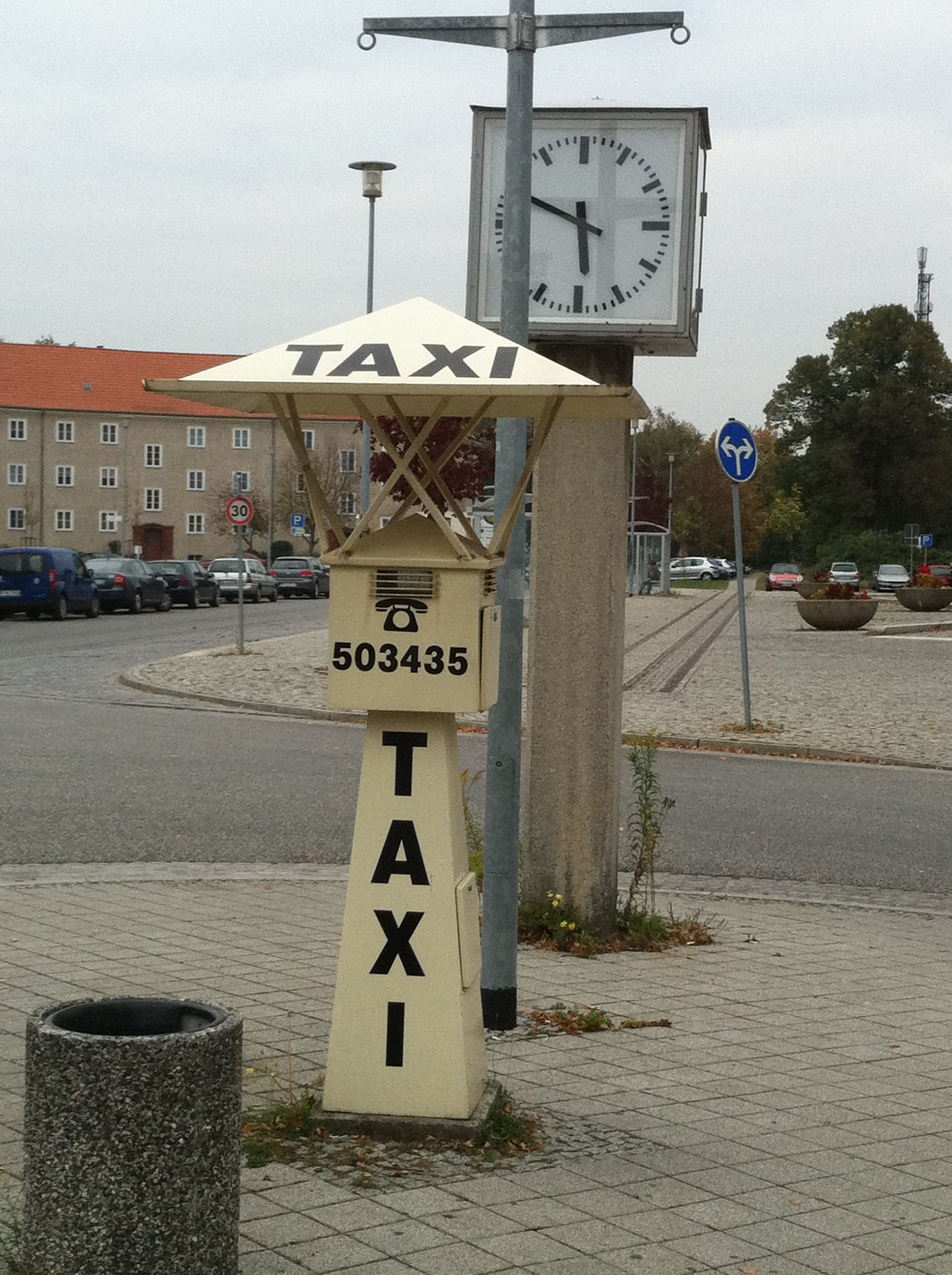
Alte Taxirufsäule am Bahnhof Rathenow
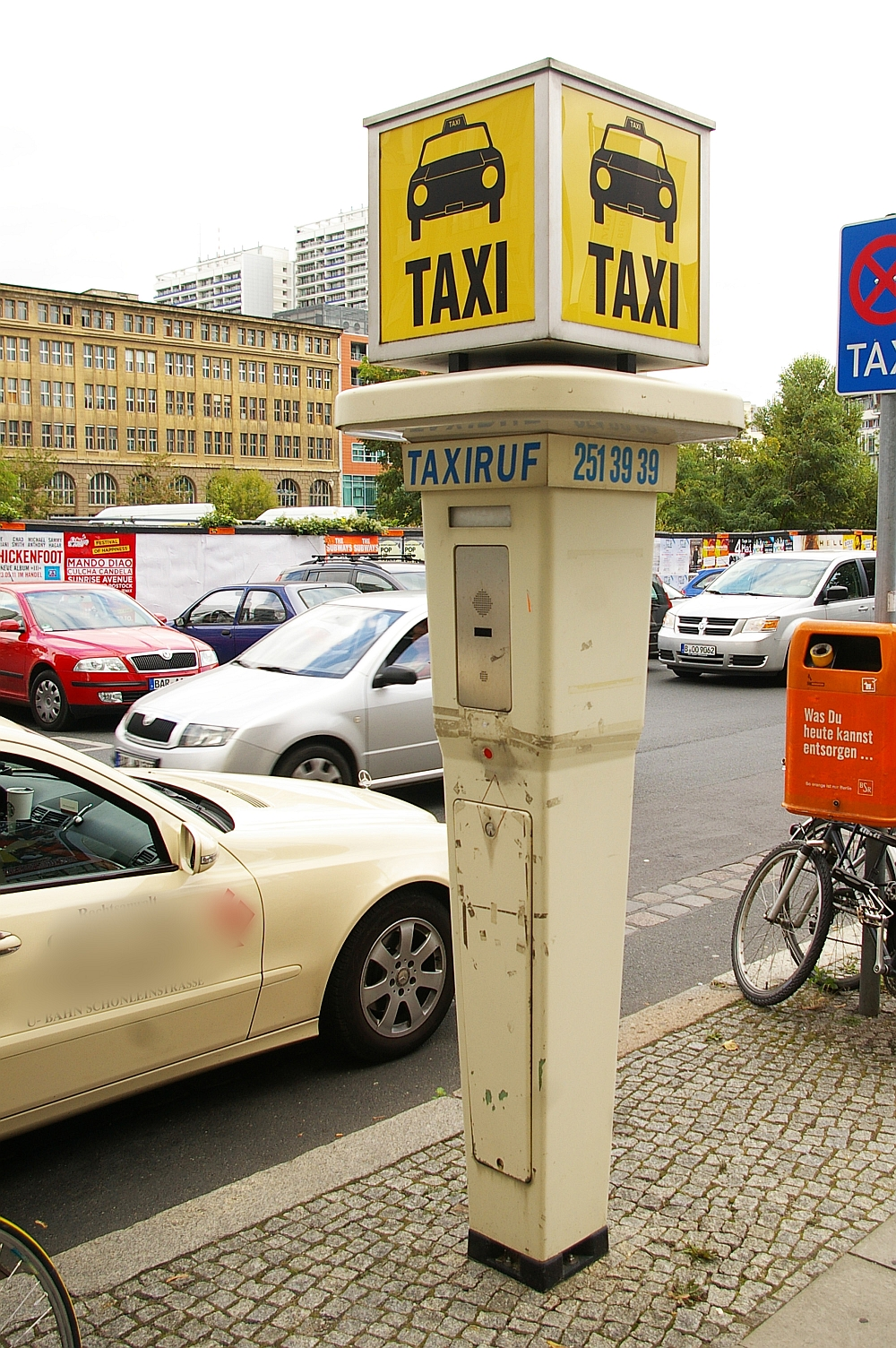
Taxirufsäule in Berlin